# Hydrellia orientalis
Hydrellia orientalis är en tvåvingeart som beskrevs av Ichiro Miyagi 1977. Hydrellia orientalis ingår i släktet Hydrellia och familjen vattenflugor. Inga underarter finns listade i Catalogue of Life.